# 陸龜蒙
陸龜蒙（？—？），字魯望，自號江湖散人、甫里先生，又號天隨子，江南東道吴县（今江蘇）人。善诗賦，多智數，狡獪。

## 生平
陸元方七世孫，父陸賓虞，曾任御史。开成元年（836年）前後出生，進士不第，曾在湖州、蘇州從事幕僚。隨湖州刺史張博遊歷，後來回到故鄉苏州甫里（今江蘇吳縣東南甪直鎮），過著隱居耕讀的生活，自號天隨子；由於甫里地低下，常苦水潦，乃至饑饉，著有《耒耜經》，是一本農學書；喜愛品茗，在顧渚山下闢一茶園，耕讀之餘，則喜好垂釣，亦喜愛鬥鴨。約中和年間卒。王定保曾为之作诔文。陸龜蒙墓在苏州甪直古镇保圣寺。

## 著作
著有《笠澤叢書》四卷，又與皮日休合編《松陵集》十卷。

## 飲茶
陸龜蒙性嗜茶，唐代温庭筠《采茶录》中记载：“甫里先生陆龟蒙，嗜茶也。置小园于顾渚山下，赍岁入茶租，薄为瓯蚁之费。自为品第书一篇，继《茶经》、《茶诀》之后”。